# Koncrete
Koncrete è un mixtape del cantante statunitense Akon, pubblicato ufficialmente nel 2011.

## Tracce
1. Keep Up – 3:34
2. Time or Money (feat. Big Meech) – 4:12
3. Give It to Em' (feat. Rick Ross) – 5:08
4. Top Chef (feat. Gucci Mane & French Montana) – 4:40
5. So High – 4:36
6. Do It – 3:53
7. Searching for Love – 4:26
8. Still a Ryder – 4:23
9. Long Gone (feat. R. City) – 4:14
10. Make It in the City – 3:31